# Лоу, Джеймс Фредерик
Джеймс Фредерик Лоу (англ. James Frederick Low; 1925—2017) — лётчик-ас ВВС США Корейской и Вьетнамской войн.

## Биография
Родился 10 сентября 1925 года в городе Сосалито (штат Калифорния).
Первоначально, с 1943 по 1946 годы, служил в ВМС США, потом перешел в Военно-воздушные силы. C ноября 1950 по декабрь 1951 года обучался в лётной школе, по окончании которой получил звание второго лейтенанта.
Был участником Корейской войны, летал на F-86 Sabre, одержал 9 побед. Затем участвовал во Вьетнамской войне, летал на F-4 Phantom II. 16 декабря 1967 года был сбит «МиГ-21» и попал в северо-вьетнамский плен. В Соединённые Штаты вернулся 4 августа 1968 года.
Джеймс Лоу стал одним из героев романа «Охотники» американского писателя Джеймса Солтера, опубликованного в 1956 году и переизданного в 1999 году. По книге был снят одноимённый художественный фильм, где роль Лоу сыграл американский актёр Роберт Вагнер.

## Награды
Среди многих наград Джеймса Лоу имеются:
- Серебряная звезда (1954)
- Крест лётных заслуг (1952, 1952, 1952, 1953)
- Медаль военнопленного (1968)